# نجا شفاينفورتية
نجا شفاينفورتية (الاسم العلمي:Najas schweinfurthii) هي نوع من النباتات تتبع جنس النجا من فصيلة الحب المائية.